# نجفقلی خان چرکس
نجفقلی خان چرکس یکی از مقامات صفوی با اصالت چرکس و بیگلربیگ شیروان (دوره نخست؛ ۱۶۵۳، دوره دوم؛ ۱۶۶۳–۶۷) و ایروان (۱۶۵۶–۱۶۶۳) بود. او پسر قزاق خان چرکس، فرمانده نظامی صفوی بود و در کل ۷ سال بر شروان حکم راند.